# Passiflora siamica
Passiflora siamica är en passionsblomsväxtart som beskrevs av Crab. Passiflora siamica ingår i släktet passionsblommor, och familjen passionsblomsväxter. Inga underarter finns listade i Catalogue of Life.